# Ariana Kabul FC
Ariana Kabul F.C. (Persisch: کلپ آریانا) ist der zweitälteste Fußballverein aus Kabul. Der Verein wurde 1941 in einem Hotel in Kabul gegründet.
Der Club gilt als der erfolgreichste Verein aus Afghanistan, dem es zwischen 1946 und 1955 gelang, zehnmal in Folge die afghanische Meisterschaft zu gewinnen.